# Чу (царство)

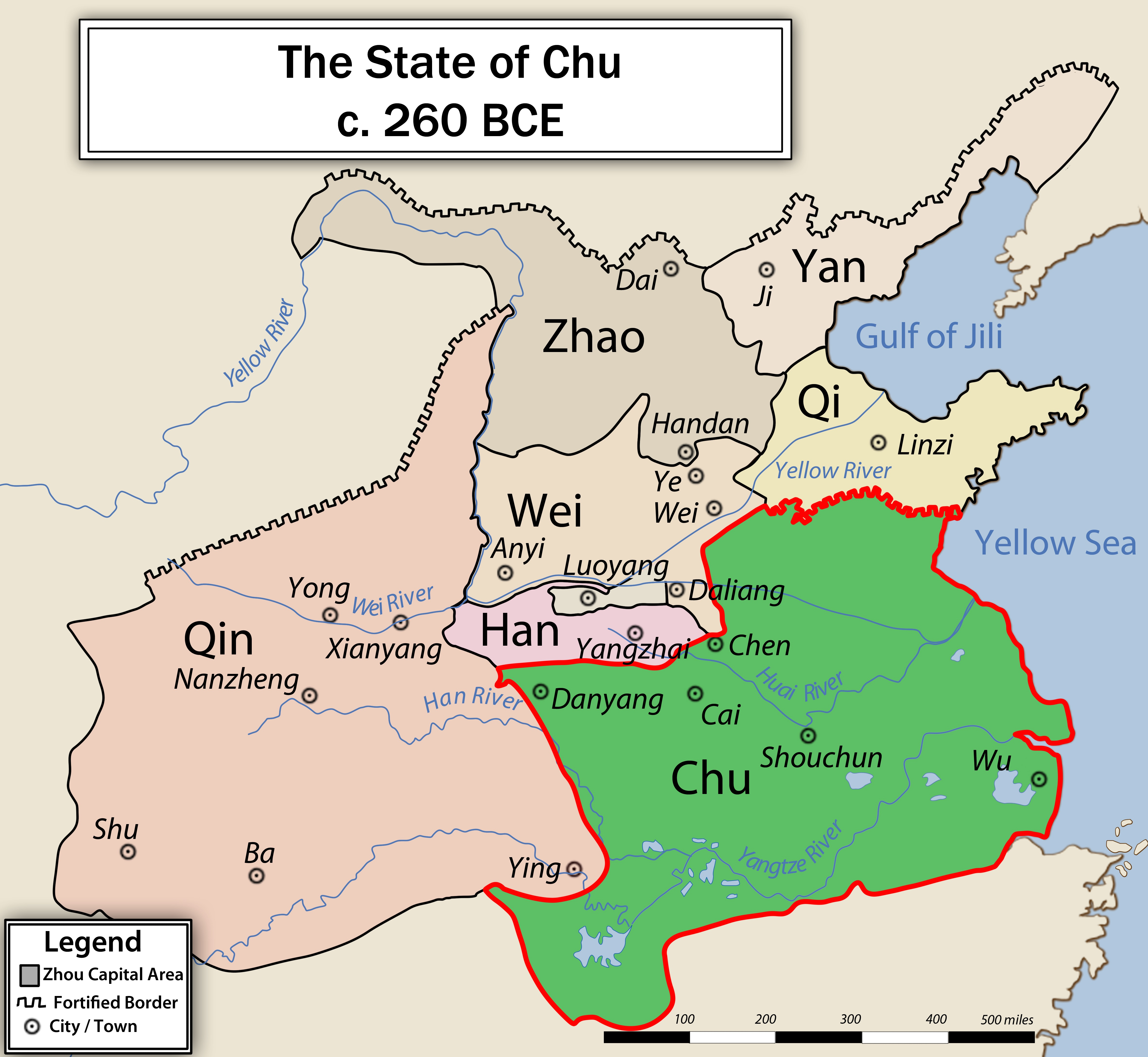
Царство Чу в 260 до н. э.

Чу (кит. 楚) — царство в южном Китае во время эпохи Чуньцю (722–481 гг. до н. э.) и Чжаньго («Воюющие царства» 481–221 до н. э.).
Первоначально царство было известно под названием Цзин (荆), затем Цзинчу (荆楚). На пике могущества под властью Чу находилась территория современных провинций Хунань, Хубэй, Чжэцзян, частично Цзянсу, Цзянси, Аньхой и Фуцзянь, а также территория, где сейчас находится город Шанхай. Ранней столицей Чу был Даньян (丹陽), в правление Сюн Туна (VIII–VII вв. до н. э.) столица была перенесена в Ин 郢 (совр. Цзинчжоу).

## История

### Возникновение царства
Древние источники содержат множество упоминаний о происхождении Чу и пожалованиях первым чуским правителям, а также о местонахождении первого чуского домена.
Исторические тексты периода Воюющих царств (475—221 до н. э.) обозначают первого владыку Чу как представителя клана Чжу-жун, обитавшего на юге. Два раздела «Классической поэзии» содержат рассказ шанского наследника, описывающего чуское общество в период правления шанского У Дина (1250—1192 до н. э.). Сыма Цянь в своих «Исторических записках» сообщает, что в конце шанского периода чжоуский государь Вэнь (1099—1050 до н. э.) пожаловал титул «владыка Чу» (чуцзы) первому лидеру чуского народа Юсюну. На одной из гадательных костей чжоуского периода из Чжоуюаня в провинции Шаньси найдена фраза «Князь Чу явился доложить» (чуцзы лайгао).
В древних источниках также можно найти упоминания о географическом расположении раннего государства Чу. Из них известно, что Сюнли, сын Юсюна, «получил земли в горах Суй». По всей вероятности это горы Цзин в пров. Хубэй, в которых берёт начало река Суй (она же Цзю). В периоды Шан и Чжоу государство Чу называли «Цзин-Чу», что также свидетельствует в пользу этого предположения. Во времена правления чжоуского царя Чэн-вана (1042—1021 до н. э.) внук Сюнли — Сюнъи обосновался в местечке Даньян, основав там столицу. Другой источник сообщает: «В старые времена наш недавний царь Сюнъи правил в горах Цзин».
Таким образом, можно с известной долей уверенности заключить, что своё первое государство чусцы основали на стыке позднего Шан и раннего Чжоу, и происходило это в горах Цзин в долинах рек Цзю и Чжан. Тем не менее, местоположение самого Даньяна до сих пор неизвестно и остаётся предметом научных споров. Исторические источники предоставляют возможность для выдвижения сразу четырёх гипотез, из которых самой достоверной признают ту, что располагает Даньян в районе северной части реки Дань в месте слияния рек Дань и Сы.
Происхождение самого чуского народа неясно и остаётся предметом полемики. Китайский историк Ху Хоусюань считает, что чусцы прибыли с востока. Другой историк, Ван Ючжэ, размещает их родину в центральном районе провинции Хэнань и утверждает, что их продвижение на восток в Даньян относится к более позднему времени.

### ПериодЗападной Чжоу
О точном времени и обстоятельствах возникновения чуской государственности в древнекитайских исторических источниках сведений практически нет. Высказанная в Исторических записках Сыма Цяня версия о происхождении царства Чу от мифического Жёлтого императора и его внука Чжуань-сюя, якобы основавшего чускую династию (см. en:Jilian 季連), исследователями признаётся недостоверной. Более надёжную картину дают косвенные сведения из истории северокитайских царств, хотя они дают информацию в основном из сферы внешней политики и главным образом на северном направлении.
В начале I тысячелетия до н. э. династия Чжоу (周朝) пыталась установить контроль над южными землями. Источники упоминают как минимум 5 военных походов во время правления чжоуского Чжао-вана, все они были направлены на юг. Основным противником было царство Чу.
Согласно «Бамбуковым анналам», на 16-м году своего правления (то есть в 980 до н. э.) Чжао-ван напал на Чу-Цзин, пересёк реку Хань, и повстречал гигантского носорога. В 19-м году правления Чжао-ван потерял на реке Хань все свои 6 армий. Наконец, в последний год своего царствования Чжао-ван отправился в поход на юг против южных варваров-и и не вернулся.
Согласно китайским хроникам, в 977 до н. э. царь Чжоу Чжао-ван погиб на реке Цзян (в «Бамбуковых анналах» она названа Хань) во время похода на юг. После ряда поражений и гибели своего вана княжество Чжоу отказалось от экспансии в южном направлении.
Поражение Чжао-вана свидетельствует о том, что в южном Китае тогда уже существовало сложившееся государство, поскольку мощные армии Чжоу могли быть побеждены только хорошо организованными чускими вооружёнными силами. Об этом же говорят и сообщения о совместных с чжоусцами походах против жунов в правление Му-вана (947—928 до н. э.).
Таким образом, отразив чжоуские вторжения, местные правители смогли утвердить независимость Чу от чжоуского вана на много веков ранее, чем это удалось северным царствам, выросшим из удельных княжеств в составе империи Чжоу. В отличие от них, царство Чу утвердилось не как подчинённый чжоускому вану удел, а в результате самостоятельного развития местной государственности.

### ПериодВёсен и Осеней
В 704 до н. э. чуский правитель Сюн-тун первым из китайских царей присвоил себе титул «вана», ранее принадлежавший исключительно правителю Чжоу и стал, как и владыка Чжоу, зваться У-ваном. Однако под давлением других царств чуские правители несколько раз были вынуждены признать формальное главенство центрального дома Чжоу.
Попытки царства Чу объединить Китай под своей властью натолкнулись на сопротивление могущественного царства Цзинь, правитель которого Вэнь-гун в 632 до н. э. в битве при Чэнпу разбил чускую армию. Тем самым он не позволил царству Чу распространить своё влияние на север от Хуанхэ, хотя Чу и сохранило свою основную мощь. На конференции в 546 до н. э. в столице царства Цзинь 14 малых царств признали господство царств Цзинь и Чу, при этом на конференции председательствовал чуский делегат.
На двенадцатом году правления Вэнь-вана (678 до н. э.) Чу напало на небольшое царство Дэн и уничтожило его.
На двадцать шестом году правления Чэн-вана (646 до н. э.) было уничтожено царство Ин.
На третьем году правления Му-вана (623 до н. э.) Чу уничтожило царство Цзян.
На четвёртом году правления (622 до н. э.) Чу уничтожило царства Лю и Ляо.
В 611 до н. э. Чу уничтожило царство Юн. В 505 до н. э. чуский Чжао-ван уничтожил царство Тан.
В 479 до н. э. Чу аннексировало царство Чэнь.
В 447 до н. э. чуский царь Хуэй (惠) завоевал царство Цай и территория этого царства стала частью
северной военной границы царства Чу. Цайским правителям было позволено переселиться на юг от реки Янцзы, на территорию нынешнего округа Чандэ, и основать там поселение Гаоцай, но и это карликовое государство было упразднено спустя 80 лет.
На начальном году правления Цзянь-вана (431 до н. э.) чусцы напали на севере на царство Цзюй и ликвидировали его.
В конечном счёте, царство Чу покорило все земли центральной и восточной части бассейна реки Янцзы и всего бассейна реки Хуайхэ. Постоянно расширяясь за счёт захвата малых государств и покорения племён, Чу стало крупнейшим по территории из древнекитайских царств. По богатству Чу не уступало никому из соседей, а её многочисленная армия заставляла все другие китайские царства считаться с её мощью.

### Период Сражающихся царств
В период Сражающихся царств Чу занимало более трети Поднебесной и оказывало значительное влияние на окружающие царства. В 390—380 гг до н. э. царства Чу и Чжао в союзе воюют против царства Вэй, которое терпит поражение. В 351 г до н. э. Чу заключает мир с Вэй. В 333 до н. э. царства Чу и Ци совместно захватили прибрежное государство Юэ, которое находилось на территории современной провинции Чжэцзян, и разделили его земли.
В середине IV века до н. э. в политике «Сражающихся царств» появился новый фактор, оказавший огромное влияние на историю Китая: в результате легистских реформ Шан Яна царство Цинь беспрецедентно усилилось и начало вести крайне агрессивную политику по отношению ко всем без исключения соседним царствам, претендуя не только на гегемонию над ними, но и на полное их завоевание. В 316 до н. э. царство Цинь захватило царства Ба и Шу, с давних времён являвшиеся предметом споров между Цинь и Чу.
Размеры и мощь царства Чу делали его ключевым участником антициньских коалиций, поэтому циньские правители делали все, чтобы расколоть такие союзы, применяя для этого подкуп, шантаж и прямой обман. Используя высокий уровень коррупции в Чу, циньские агенты подкупали большим количеством золота высокопоставленных чуских сановников, которые проталкивали на государственном совете Чу выгодные Цинь, но пагубные для Чу решения. Таким образом циньский правитель много раз расстраивал антициньские коалиции, что давало ему возможность громить противостоящие царства по отдельности. В конце IV века до н. э. царство Цинь, применив подкуп и прямой обман, разрушило прежде тесный союз Чу с могущественным царством Ци, а затем повело на него решительное наступление.
Согласно Сыма Цяню, циньский посол Чжан И пообещал царству Чу значительную территорию (600 ли) в обмен на разрыв отношений с царством Ци. Советник Чэнь Чжэнь возражал против принятия предложения Чжан И, настаивая на сохранении союза с Ци и предсказывая обман (что и случилось). Однако чуский правитель Хуай-ван захотел непременно получить обещанные циньцами земли и заставил замолчать своего дальновидного министра.
Хуай-ван стал вести себя заносчиво и оскорблять циского вана. Это привело к разрыву отношений с Ци, в результате чего циский ван заключил союз с Цинь, направленный против Чу. Только после этого Чжан И заявил чускому послу о передаче 6 ли земли (вместо 600 ли), заявив, что его неверно поняли и он с самого начала говорил о шести ли, а не о шестистах. Вопреки советам Чэнь Чжэня, который считал, что в данной ситуации лучше уже нападать на Ци, разгневанный Хуай-ван объявил войну Цинь. Но теперь уже объединённые войска Ци и Цинь нанесли ему тяжёлое поражение, обезглавив 80 тысяч воинов. После поражения чуский ван снова собрал большую армию и напал на Цинь, но снова потерпел поражение(312 год до н. э.)
В ходе этой войны циньцы нанесли ряд тяжёлых поражений армии Чу и захватили значительную часть чуской территории на западе.
В дальнейшем Цинь продолжало нападать на Чу и захватило у него многие земли, включая его столицу Ин, захваченную в 278 до н. э. После этого на ослабленное царство Чу напали другие царства, выступавшие тогда как союзники Цинь, что было большим успехом циньской дипломатии. Царство Чу в войне с циньцами и его союзниками понесло тяжёлые потери и ввиду этого оказалось неспособным нанести циньцам ответный удар. В результате Чу было вынуждено уступить Цинь значительную территорию и перенести столицу на восток, пока чуская столица после ряда переездов не утвердилась в 241 до н. э. в городе Шоучунь.
Захватив огромный кусок чуской территории и создав там новую область Наньцзюнь, циньский правитель направил свою армию на север, против бывших «трёх Цзинь» — царств Вэй (魏), Хань (韩) и Чжао (趙). Это дало царству Чу, которое было на грани уничтожения, длительную передышку для восстановления сил. В результате через 50 лет Чу снова представляло собой серьёзную силу. Оправившись от удара, Чу пыталось организовывать сопротивление циньской агрессии, сумев даже отвоевать часть захваченных циньцами чуских земель. В 256 до н. э. царство Чу аннексировало княжество Лу(鲁国), родину Конфуция.
Но этот небольшой успех не компенсировал постоянно разраставшейся циньской угрозы: пока Чу оправлялось от понесённых потерь, царство Цинь на севере всё время нападало и путём тяжёлых и кровопролитных войн уничтожило все «три Цзинь» — царства Хань, Вэй и Чжао. Мощь самого сильного из противостоящих Цинь государств царства Чжао была сломлена в 260 до н. э. в битве при Чанпине, где выдающийся циньский полководец Бай Ци заманил в ущелье, окружил и уничтожил почти всю чжаоскую армию. В 257 до н. э. войска Чу и Вэй спасли от падения осаждённую циньцами в 258 до н. э. чжаоскую столицу Ханьдань, заставив циньскую армию отступить и снять осаду.
Однако это была лишь временная отсрочка, и царству Чжао в битве при Чанпине в 258 до н. э. (по другим данным в 260 до н. э.) был нанесён смертельный удар, от которого оно так и не оправилось. Царство Цинь продолжало наносить удары, захватывая все новые земли и города, и в 230 до н. э. захватило Хань, а в 228 до н. э. наконец сокрушило Чжао, своего сильнейшего противника.
В 225 до н. э. после завоевания циньцами Вэй только три царства Китая остались незавоёванными: Ци (齐), Янь (燕) и Чу. С этого момента их захват царством Цинь был лишь вопросом времени, таково было превосходство победоносной циньской армии над войсками соседних царств.
В 224 до н. э. циньский правитель Ин Чжэн предложил своим полководцам обсудить план завоевания Чу. Молодой генерал Ли Синь брался покорить Чу, имея не более 200 тысяч солдат, тогда как старый заслуженный полководец Ван Цзянь полагал, что для этого потребуется никак не менее 600 тысяч солдат. Циньский правитель посчитал Ван Цзяня старым и трусливым и предпочёл мнение Ли Синя, направив его во главе 200-тысячного войска на захват Чу. Оскорблённый Ван Цзянь удалился в отставку под предлогом болезни.
Но действительность опрокинула расчёты Ин Чжэна, и генерал Ли Синь после первоначальных успехов потерпел большое поражение от чуской армии. Тогда циньский правитель признал свою ошибку и вызвал с отставки Ван Цзяня, назначив его командующим и предоставив ему требуемые 600 тысяч воинов.
Это вторжение циньской армии оказалось более успешным — в битве у Цинань (местоположение неизвестно) Ван Цзянь разбил чускую армию. В 223 до н. э. циньские войска захватили новую столицу Чу и пленили чуского правителя Фучу-вана. В следующем году Ван Цзянь завоевал чуские земли к югу от Янцзы, и принудил к сдаче правителя княжества Юэ, вассала Чу. Таким образом, вся территория огромного чуского государства была завоёвана циньской империей.

### Династия Чу во время распада Цинь
В 221 до н. э. император Цинь Шихуанди завоевал все древнекитайские царства и объединил Китай под своей властью. Однако после его смерти в 209 до н. э. на территории царства Чу вспыхнуло восстание, которое возглавил Чэнь Шэн, объявивший себя ваном. Хотя восстание Чэнь Шэна было довольно быстро подавлено и он погиб, вслед за ним вспыхнули антициньские восстания по всей захваченной циньцами территории. Царство Чу объединило усилия владетельных князей в борьбе против Цинь.
Руководство взял на себя генерал Сян Лян, который поставил царём обедневшего наследника дома Чу, дав ему титул Хуай-вана, а после его гибели в сражении — его племянник генерал Сян Юй (項羽).
Сян Юй в 206 до н. э. занял циньскую столицу Сяньянь, уничтожил и разграбил весь город, казнив циньского императора. Утвердившись во власти, Сян Юй присвоил себе титул вана-гегемона, а Хуай-вану присвоил титул «Справедливого императора» (И-ди), однако вскоре его умертвил и стал править самолично.
В дальнейшем разгорелась междоусобная война. В 202 до н. э. Сян Юй, почувствовав, что не сможет взять ситуацию под контроль, бежал и был схвачен войсками Лю Бана, который стал единовластным правителем новой династии Хань. Династия Чу была ликвидирована и земли прежнего царства Чу стали частью Ханьской империи, объединившей Китай на последующие четыре столетия.

## Дом княжества Чу
Правящий дом Чу носил фамилию Ми 羋 и клановое имя Сюн 熊. Описан в гл.40 «Исторических записок» Сыма Цяня.
Царство Чу выступало ранним соперником Чжоу. Это отразилось в присвоении титула ван Сюн Цюем. Новый титул закрепился в правление Сюн Туна. Лин-ван — единственный правитель царства Чу, которому летопись Цзо чжуань приписывает амбицию «заполучить всю поднебесную» (得天下).
- Чжоусюн.
- Сюн И, современник Чэн-вана чжоуского. Традиционно 1122—1079 до н. э.
- Сюн Ай. Традиционно 1078—1053 до н. э.
- Сюн Дань. Традиционно 1052—1002 до н. э.
- Сюн Шэн. Традиционно 1001—947 до н. э.
- Сюн Ян. Традиционно 946—888 до н. э.
- Сюн Цюй, современник И-вана чжоуского. Традиционно 887-ок.880 до н. э.
- Сюн Укан.
- Сюн Чжихун. Традиционно 877—876 до н. э.
- Сюн Янь.
- Сюн Юн. (847)-838 до н. э.
- Сюн Янь. 837—828 до н. э.
- Сюн Шуан. 827—822 до н. э.
- Сюн Сюнь. 821—800 до н. э.
- Сюн Э. 799—791 до н. э.
- Сюн И II, он же Жо Ао. 790—764 до н. э.
- Сюн Кань, он же Сяо Ао. 763—758 до н. э.
- Сюн Шунь, он же Мао Фэнь. 757—741 до н. э.
- Сюн Тун, он же чуский У-ван. 740—690 до н. э., ван с 704 до н. э.
- Вэнь-ван, он же Сюн Цзы. 689—677 до н. э.
- Сюн Цзянь, он же Чжуан Ао. 676—672 до н. э.
- Чэн-ван по имени Юнь. 671—626 до н. э.
- Му-ван по имени Шан-чэнь. 625—614 до н. э.
- Чжуан-ван по имени Люй. 613—591 до н. э.
- Гун-ван по имени Шэнь. 590—560 до н. э.
- Кан-ван по имени Чжао. 559—545 до н. э.
- Цзя Ао по имени Юнь. 544—541 до н. э.
- Лин-ван по имени Вэй, он же Цзя Ао. 540—528 до н. э.
- Пин-ван по имени Цзюй, он же Ци Цзи. 527—516 до н. э.
- Чжао-ван по имени Чжэнь. 515—489 до н. э.
- Хуэй-ван по имени Чжан. 488—432 до н. э.
- Цзянь-ван по имени Чжун. 431—408 до н. э.
- Шэн-ван по имени Дан. 407—402 до н. э.
- Дао-ван по имени Сюн И. 401—381 до н. э.
- Су-ван по имени Цзан. 380—370 до н. э.
- Сюань-ван по имени Сюн Лян-фу. 369—340 до н. э.
- Вэй-ван по имени Сюн-шан. 339—329 до н. э.
- Хуай-ван I по имени Сюн-хуай. 328—299 до н. э.
- Цин-сян-ван по имени Хэн. 298—263 до н. э.
- Као-ле-ван по имени Сюн Юань. 262—238 до н. э.
- Ю-ван по имени Хань. 237—228 до н. э.
- Ай-ван по имени Ю. 228 до н. э. (без эры)
- Фучу-ван. 227—223 до н. э.

В 223 до н. э. Чу захвачено царством Цинь.
- Чэнь Шэн. 209—209/8 до н. э.
- Хуай-ван II по имени Ми Сюнсин. 208—206 до н. э. (c 207 — император Китая И-ди)
- Сян Юй. 206—202 до н. э.

В 209 до н. э. в Чу поднялось восстание Чэнь Шэна. Хотя это восстание было подавлено, династия Цинь не смогла выстоять в условиях начала всеобщей смуты. Полководец Сян Лян разыскал обедневшего бокового потомка династийной линии Чу Хуай-вана, и восстановил царство. Позднее Сян Юй присвоил Хуай-вану императорский титул И-ди и некоторое время династия существовала до провозглашения династии Хань Лю Баном в 202 году до н. э.

## Экономика

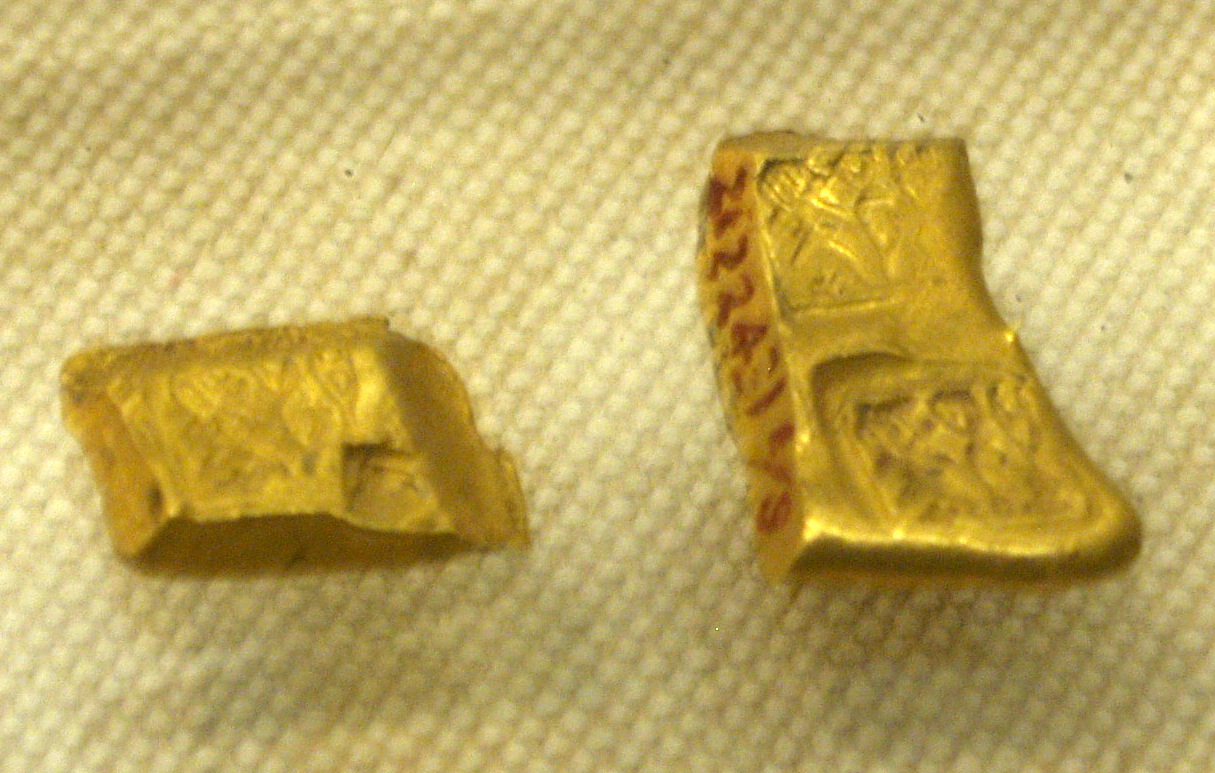
Золотые чуские монеты «Ин юань»

Царство Чу обладало мощной аграрной экономической базой, основанной на рисоводстве, чуждом просоводческим северокитайским государствам бассейна р. Хуанхэ. Хотя рисоводство позднее распространилось и в северных китайских царствах там, где это позволял климат, территория Чу включала в себя лишь земли рисоводческой зоны. В период «Сражающихся царств» в Чу получила широкое развитие металлургия, именно здесь появилось первое оружие из железа. Земли Чу были богаты лесами, месторождениями железа, олова, меди и золота. Как показали раскопки последних лет, в царстве Чу высокого развития достигли железоделательное, бронзолитейное, деревообделочное, лаковое и другие ремёсла. По данным исторических источников, в Чу город Хофэй был известен производством кожевенных изделий, а город Чанша — ювелирными изделиями. Относящиеся к этой эпохе образцы тканей и, в частности, фрагмент живописи на шёлке были обнаружены при недавних раскопках в окрестностях города Чанша. Там же были найдены разнообразные керамические изделия и множество предметов из лака, среди которых имеются столики, тарелки, чашки, рюмки, а также рукоятки секир и копий, ножны мечей, щиты и луки. В Чу процветала торговля, это было единственное древнекитайское царство, в котором имела хождение золотая монета. Однако золотые чуские монеты «Ин юань», квадратные и круглые с клеймом столицы Чу, имели ограниченное хождение из-за своей огромной стоимости и использовались лишь при совершении очень крупных сделок, а также как награда правителя и как средство накопления сокровищ. В повседневной торговле в Чу обычно использовались бронзовые монеты в виде имитаций каури, как и сами ракушки каури.

## Культура царства Чу
На протяжении всей своей истории Чу противопоставляло себя собственно китайским (хуаским) государствам, от противостояния с царством Ци в VII в. до н. э. — до противостояния с Цинь в IV—III вв. до н. э. Тем не менее царство Чу прочно вошло в круг китайской цивилизации, благодаря очень тесным культурным связям с другими китайскими царствами, прежде всего китайской иероглифической письменности, полученной с севера (прочие существовавшие в древнем Китае виды письменности, например, система письма культуры Ба-Шу, существовавшая отдельно от китайских иероглифов, не получили распространения и были вытеснены китайской иероглификой).
Несмотря на близость к китайской цивилизации, в Период Вёсен и Осеней царство Чу среди прочих китайских государств ещё долго считалось полуварварским государством, чусцев называли «южными варварами Мань». Для таких высказываний были веские основания, поскольку население Чу, хотя и испытало сильнейшее китайское культурное влияние, но все же этнически отличалось от населения северных царств, собственно китайцев-хуася. Население Чу было этнически неоднородным, наряду с китайцами значительный процент составляли мяосцы и чжуанцы. Все эти народности оказывали взаимное влияние, поэтому культура царства Чу представляла собой синтез нескольких культурных компонентов. По некоторым данным, в периоды Чуньцю и Чжаньго язык царства Чу не был вполне понятным населению северных территорий, то есть Чжунго. Письменная традиция Чу в лексическом отношении также заметно отличается от северокитайских вариантов письменности. Хотя иероглифическая основа письменности во всех древнекитайских государствах была одна и та же, чуское письмо представляет собой особый региональный стиль, который не использовался в других китайских государствах.
В середине IV века до н. э. в царстве Чу зародилась литература, получившая название «чуцы» («чуские строфы») (楚辭), — поэтический жанр относительно свободной формы, берущий своё начало в устном народном творчестве. Крупнейший представитель этого жанра — Цюй Юань (340—278 гг. до н. э.). Другие представители этого жанра — Сун Юй, Чжуан Цзы, Цзин Ча, Цзя И.
Самобытность культуры царства Чу проявляется не только в поэзии, а во многих сферах. Археологические материалы и литературные памятники свидетельствуют о том, что период «Чжаньго» был для Чуского царства временем расцвета его древней и самобытной культуры, которая оказала большое влияние на дальнейшее культурное развитие всего Южного Китая. Чуские ремесленники владели искусством бронзового литья по выплавляемым моделям, изготовления бронзовых зеркал и других изделий, изготовленных с большим мастерством и творческой фантазией. Декоративный стиль мебели, найденный при раскопках на территории царства Чу, варьирует от изысканно простого до богато украшенного. Поверхности мебели во много слоёв, покрытые красным и чёрным лаком и затем украшенные резным узором, передавали характерную игру контраста, обогащая декоративные сюжеты. Использованные для отделки предметов мебели приёмы контурной, рельефной и сквозной резьбы свидетельствуют о высоком уровне чуских мастеров. В древнем памятнике того времени «чуцы» сохранились упоминания о декоративных узорах, используемых для художественной отделки дверей и окон, что также говорит о высоких достижениях в области строительства.

## Выдающиеся деятели царства Чу
Из царства Чу вышли поэт и государственный деятель Цюй Юань, политик Ли Сы, ставший первым министром царства Цинь, полководцы Чэнь Шэн, Сян Лян, Сян Юй, даос Хуань Юань, представитель школы нун цзя Сюй Син, учёный и дипломат Лу Цзя.